# Lasiospermum
Lasiospermum es un género de plantas pertenecientes a la familia Asteraceae. Comprende 15 especies descritas y solo 4 aceptadas. Son originarias de Sudáfrica.

## Taxonomía
El género fue descrito por Mariano Lagasca y publicado en Genera et species plantarum 31. 1816.

## Especies aceptadas
A continuación se brinda un listado de las especies del género Lasiospermum aceptadas hasta junio de 2012, ordenadas alfabéticamente. Para cada una se indica el nombre binomial seguido del autor, abreviado según las convenciones y usos:
- Lasiospermum bipinnatum (Thunb.) Druce
- Lasiospermum brachyglossum DC.
- Lasiospermum pedunculare Lag.
- Lasiospermum poterioides Hutch.